# ジグとシャーコ
『ジグとシャーコ』は、フランスのシーラム(Xilam Animation)制作のTVアニメ。監督は、『オギー&コックローチ』などに携わるOlivier Jean-Marie(オリビエ・ジャン＝マリー)。様々な国で放送されており、日本ではディズニーチャンネルで放送されていた。
2015年5月6日にYouTube公式チャンネルが開設され、2015年5月7日から本作の公開をしている。

## 作品について

### あらすじ
いつも腹ペコで、あの手この手で人魚のマリーナをねらうハイエナのジグ。だけど、そんなジグの前に、愛しいマリーナを全力で守るサメのシャーコが立ちはだかる!

### 作品概要
30分枠で1つ7分程度の小エピソードが3つまとめて放送される。内容のほとんどが「ジグとシャーコ（時々は彼ら以外のキャラを交えることがある）によるドタバタコメディ」である。

### その他
ほとんどの国の版においては登場人物の担当声優が存在しないが、インドで放送されているヒンディー語版のみキャラに（インド人声優による）音声がついている。

## 登場人物

### 主人公
ジグ (Zig)
主人公のハイエナ（当初はジャーマンシェパードをモチーフとした犬とされているがデザイン的にかっこよく野生の動物らしくなっていたためハイエナとされている）。肉食動物でありながら、いつも腹ペコで人魚（特にマリーナ）を狙って食べることしか頭にないようである。だが悪には勝てずいつも失敗ばっかりする。シャーコとは犬猿の仲である。シャーコにイタズラしてマリーナを食べる作戦も存在する。シャーコをやっつけた後にはよく笑い、吠えることはほとんどない。シャーコのペットになった時のみ吠えていた。作中のキャラクターの中では唯一水中では息ができない生き物だが、犬掻きで泳ぐのは得意である。元々は雌猿のペットだった。小さい頃はお肉が好きだったため、いろんな動物を食べようとしていたこともあった。
シャーコ (Sharko)
もう1人の主人公であるサメ。彼は本作の悪役とされている。マリーナのボディーガードを務めていて、ジグやゲストキャラなどから彼女を守っている。種族はホオジロザメであり、人間からは怖がられてしまう。小さい頃はジグと仲が良かった。
マリーナ (Marina)
シャーコと一緒にいる人魚。本作のヒロイン。ブラと下半身（魚の部分）は黄緑色。尾ビレの筋肉が非常に強く、短時間なら陸上を直立歩行のような姿勢で歩くことができる。泣き虫だが、負けず嫌いで気が強い一面があり、シャーコの言動に腹を立てることもある。何度もジグに食べられそうになっているが何故か一切気づいていない。
バーニー (Bernie)
ジグの相棒的な存在のヤドカリ（当初はカニとされているが何かが足りないという理由で貝殻を付け足しヤドカリとして扱うようになる）。いろんな物を作るのが趣味らしい。鳴き声は「ピィ」。失敗を許さない性格で時にはシャーコにイタズラを仕掛けることもある。小さい頃は貝殻がなくカニと見せかけてジグに食べられそうになっていた。雌猿が体に貝殻を付け最後にペットとなっていた。

### その他の登場人物
ハデス (Hades)
火山の中に住んでいる薄緑色の肌をもつお爺さん。出てきたり消えたりできる。火山の中に入ったジグの時によく出会える。マリーナが好きであるが、マリーナ本人は彼のことを嫌がっている。シャーコと戦い、勝てる雰囲気だったのに最後は負けてしまった。
マニック・マーメイド(Manic Mermaid)
マリーナのライバルにあたる人魚。シャーコと遊ぶのが好きだが、最後はマリーナと喧嘩をしてしまう。喧嘩の後は船のおじさんと一緒に帰った。マリーナ同様、ジグに食べられてしまうことがある。

## サブタイトル一覧
以下に列挙するサブタイトルは、日 / 米の順。なお、TV放送時のフォントは大文字と小文字が混在しているが、ここでは大文字のみで統一してある。
1-A 出会い / FISHY STORY
1-B 消えた海 / DESERT ISLAND DROUGH
1-C 海の神様ネプチューン / KING NEPTUNE'S COURT
2-A 油の海 / THE SLICK
2-B 宝箱 / TREASURE ISLAND TRICKS
2-C 南国の吹雪 / COLD SNAP
3-A ペットのヤドカリ / MERMAID'S PUP
3-B 新しい家 / WORK IN PROGRESS
3-C 海の妖精 / CRUISING
4-A 空の旅 / THE MERMAID IN THE SKY
4-B 漂流者 / A LOVESICK SURVIVOR
4-C 海底トンネル / DIGGING DEEP
5-A 水上スキー / WATERSKI HIT
5-B 看護師マリーナ / NURSE MARINA
5-C ヤドカリがいっぱい / HUNDREDS OF KIDS AND COUNTING
6-A 潜水艦 / THE SUBMARINE
6-B マネキン / A TALE OF TWO LEGS
6-C ジグとエビ / LITTLE SHRIMP BUDDY
7-A マリーナとのデート / THE HORRIBLY HUNGRY HYENA
7-B ジグと火山 / VOLCANO TURBO
7-C 灯台 / LIGHTHOUSE
8-A 竹 / BAMBOOZLED
8-B 空気入れ / BLOWN UP!
8-C ブロック作り / SILLY BUILDERS
9-A ライバル登場 / THE MANIAC MERMAID
9-B ゴルフ / AQUA GOLF
9-C カーレース / THE ISLAND TOUR
10-A クジラ / MOBY ZIG
10-B ジグシャー10話B（日本未放送） / SANTA ZIG
10-C マリーナを救え / SAVING MERMAID MARINA
11-A ジグシャー11話A / SILLY SLEIGHT OF HAND
11-B 新米ボディーガード / HAMMERHEAD COUSIN
11-C シャーコ捕獲作戦 / SHARKO HUNTING
12-A 巨大な影 / THE CHALLENGERS
12-B マリーナの誕生日 / BIRTHDAY PARTY
12-C 間抜けなコンビ / THE COACH
13-A 白銀の世界 / FROZEN ISLAND
13-B マリーナの執事 / AT YOUR SERVICE
13-C 捕らわれたマリーナ / FREEDOM FOR MARINA!
14-A あこがれのガールズ・タイム / MARINA'S NEW FRIEND
14-B シャーコのファン / THE FAN
14-C 海賊の幽霊 / THE GHASTLY GHOST
15-A 迷子のマリーナ / SEA'S UP
15-B 巨大な遊園地 / FAIRGROUND FOLLIES
15-C ジグと巨象 / ZIG'S JUMBO FRIEND
16-A 海底都市 / BOTTOM'S BOTTOM
16-B マリーナのベビーシッター / BABYSITTING
16-C 天才ジグ！？ / CAUTION, GENIUS AT WORK!
17-A 故郷アフリカ / GOIN' HOME
17-B マリーナにプロポーズ / SHARKO AND HIS FOLKS
17-C キャンプ / CAMPING CALAMITY
18-A 電気クラゲ / MAGICAL JELLYFISH
18-B しゃっくり / BOO … WHO!
18-C スーパー・ジグ / SUPER ZIG
19-A バーニー王 / THE TINY TYRANT
19-B カウボーイ・シャーコ / CORAL REEF COWBOYS
19-C 迷惑な建設工事 / THE KING'S HIGHWAY
20-A 人間になったマリーナ / FANCY FOOTWORK
20-B 折り紙 / ORIGAMI
20-C 入れ替わったジグとシャーコ / ME, MYSELF AND I
21-A ジグのクローン / WAR OF THE CLONES
21-B 浜辺のヒロイン / SAVE THE HYENA!
21-C 海賊ジグ / BRISTLEBEAR'S ADVENTURE
22-A 二人の騎士 / THE NOBLE KNIGHTS OF THE LAGOON
22-B トラブルメーカー / TROUBLEMAKERS
22-C スーパースター・マリーナ / MARINA SUPERSTAR
23-A スーパーカクテル / THE WERE-YENA
23-B 密航者ジグ / LOONY CRUISE
23-C 赤ちゃんジグ / LIGHTNING LOVE
24-A バーニーの引っ越し / BERNIE MOVES HOUSE
24-B タコのスタイリスト / HAIR STORY
24-C 不思議な果実 / SPACE FRUITS
25-A ジグのタクシードライバー / ZIG TAXI-DRIVER
25-B 新米警官シャーコ / COP DUTY
25-C ロケット / GOOFY ASTRONAUTS
26-A ラグーンの危機 / FISHERMAN'S CATCH
26-B イルカの逆襲 / THE RETURN OF THE CRAZY DOLPHIN
26-C トイ・アタック / TOYS ATTACK!